# Mbulaeni Mulaudzi
Mbulaeni Tongai Mulaudzi (8. září 1980, Muduluni, Limpopo – 24. říjen 2014) byl jihoafrický atlet, mistr světa a halový mistr světa v běhu na 800 metrů.
Dvakrát reprezentoval na letních olympijských hrách (Athény 2004, Peking 2008), přičemž na olympiádě v Athénách v roce 2004 vybojoval časem 1:44,61 stříbrnou medaili, když v cíli byl o 16 setin sekundy rychleji jen Rus Jurij Borzakovskij. O čtyři roky později na LOH v Pekingu skončil v semifinále na celkovém 12. místě, což k postupu do finále nestačilo.
V říjnu 2014 zemřel při automobilové nehodě v Jihoafrické republice.

## Osobní rekordy
- 800 m (hala) – 1:44,91 – 9. březen 2008, Valencie
- 800 m (dráha) – 1:42,86 – 6. září 2009, Rieti